# Ред, Эрик
Эрик Джозеф Ред (настоящая фамилия — Дурдаллер; англ. Eric Joseph (Durdaller) Red, род. 16 февраля 1961 года, Питтсбург, Пенсильвания, США) — американский режиссёр и сценарист, а также писатель. Известен по культовому фильму «Попутчик» 1986 года, к которому Ред написал сценарий.

## Биография
Родился 16 февраля 1961 года в Питтсбурге, штат Пенсильвания, однако детство и юность провёл в Манхэттене. Его родителями были Нэнси (урождённая Пикхардт) и Корнелиус Дурдаллер.
В 1978 году окончил школу Святой Анны в Бруклине, а затем пошёл учиться в частную консерваторию AFI в Лос-Анджелесе, окончив её в 1983 году.

## Карьера
После окончания консерватории решил заняться написанием сценариев и режиссурой. Пробой пера стал короткометражный фильм 1981 года «Блюз стрелков», из-за которого у Эрика появились проблемы с финансами, так как он пытался добиться для фильма национального проката и ему пришлось почти год работать таксистом в Нью-Йорке, чтобы окупить расходы.
Сняв в 1986 году ещё одну короткометражку под названием «Телефон», к Реду повернулась удача — его запутанный и жестокий сценарий взял режиссёр Роберт Хармон, сняв по нему фильм «Попутчик» в 1986 году. Сценарий, Ред написал под впечатлением поездки, в ходе которой он подобрал жуткого автостопщика. Хотя в год выхода «Попутчик» провалился в прокате и не снискал славы, но со временем стал культовым.
Через год, Ред стал соавтором сценария для фильма про вампиров «Почти стемнело», снятого режиссёром Кэтрин Бигелоу. Однако из-за банкротства компании «DEG», выпускавшей фильм, а также из-за вышедших ранее «Пропащих ребят» с похожей тематикой, фильм Бигелоу провалился в прокате, но позже повторил судьбу «Попутчика», став культовым. В 1990 году Ред ещё поработает с Бигелоу над фильмом «Голубая сталь».
В 1991 году Ред срежиссировал и написал сценарий к фильму «Расчленённое тело», который немного пострадал из-за дела Джеффри Дамера при выходе на экраны.
В 1996 году Ред снял два фильма. Первым стала «Зловещая луна» по роману Уэйна Смита «Тор», однако фильм вышел сразу после Хэллоуина и без рекламной поддержки, получил плохие отзывы и провалился в прокате, впрочем, став культовым в узких кругах. Вторым стало «Подводное течение» вышедшее сразу на ТВ и не получившего особоог внимания.
В 2007 году, на волне успеха ремейков старых слэшеров (Техасская резня бензопилой, Дом восковых фигур, У холмов есть глаза) вышел ремейк «Попутчика», к которому Ред написал сценарий. Однако, в отличие от остальных ремейков, фильм оказался неуспешным в кассовом плане и получил низкие оценки.
В 2008 году вышел последний, на данный момент, фильм Реда для больших экранов. Им стал триллер «100 футов», который также прошёл незамеченным и не окупился в прокате.
После этого Эрик Ред больше сосредоточился на писательской деятельности, изредка делая исключения в виде ТВ-фильма «Дикая ночь» или короткометражного фильма «Убийство для чайников».

## Семья и личная жизнь
В 1987 году он женился на Тае Ред и развёлся с ней в 1994 году. Во второй раз женился в 2004 году на Мередит Ред, с которой он живёт до сих пор в Лос-Анджелесе.

#### Авария в 2000 году
В мае 2000 года, Эрик Ред на своём чёрном джипе врезался в переполненный бар в Лос-Анджелесе, в результате чего погибли двое людей. После аварии, Ред вышел из машины и по видимому попытался покончить с собой, перерезав себе горло осколком стекла. В новостях позже появлялись сообщения, что Ред страдал обмороками с периодическими потерями памяти. Его доставили в больницу под другим именем и через несколько недель выписали.
Против Реда не было выдвинуто уголовных дел, а суд присяжных обязал выплатить семьям погибших крупную денежную компенсацию.

## Фильмография
| Год  | Фильм                 | Режиссёр  | Сценарист | Продюсер  | Примечания             |
| ---- | --------------------- | --------- | --------- | --------- | ---------------------- |
| 1981 | Блюз стрелков         | зелёная ✓ | зелёная ✓ | зелёная ✓ | Короткометражный фильм |
| 1986 | Телефон               | зелёная ✓ | зелёная ✓ | зелёная ✓ | Короткометражный фильм |
| 1986 | Попутчик              |           | зелёная ✓ |           |                        |
| 1987 | Почти стемнело        |           | зелёная ✓ | зелёная ✓ |                        |
| 1988 | Коэн и Тейт           | зелёная ✓ | зелёная ✓ |           |                        |
| 1990 | Голубая сталь         |           | зелёная ✓ |           |                        |
| 1991 | Расчленённое тело     | зелёная ✓ | зелёная ✓ |           |                        |
| 1993 | Последний изгой       |           | зелёная ✓ | зелёная ✓ | ТВ фильм               |
| 1996 | Зловещая луна         | зелёная ✓ | зелёная ✓ |           |                        |
| 1996 | Подводное течение     | зелёная ✓ | зелёная ✓ |           | ТВ фильм               |
| 2003 | Попутчик 2            |           | зелёная ✓ |           | Сразу на видео         |
| 2007 | Попутчик              |           | зелёная ✓ |           |                        |
| 2008 | 100 футов             | зелёная ✓ | зелёная ✓ |           |                        |
| 2015 | Дикая ночь            | зелёная ✓ |           |           | ТВ фильм               |
| 2020 | Убийство для чайников |           |           | зелёная ✓ | Короткометражный фильм |
| TBA  | Ничейный хребет       | зелёная ✓ | зелёная ✓ | зелёная ✓ |                        |
| TBA  | Останавливающая сила  |           | зелёная ✓ |           |                        |
| TBA  | Белый кулак           | зелёная ✓ | зелёная ✓ |           |                        |